# Hetsätningsstörning
Hetsätningsstörning (på engelska Binge eating disorder, BED) är en form av ätstörning som består i återkommande perioder av hetsätning. Detta innebär att man äter mycket mer än vanligt samtidigt som någon form av kontrollförlust föreligger. Hetsätningsstörning leder därmed vanligen till viktökning. Det är möjligt att lida av hetsätningsstörning och vara normalviktig, men många lider av övervikt eller fetma som följd av beteendet. Denna störning är inte densamma som bulimia nervosa (bulimi) som även innefattar olika kompensatoriska beteenden, som t.ex. kräkning.
Tillståndets kännetecken delas med andra former av beroendeframkallande beteenden, d.v.s. minskad kontroll över beteendet och att individen inte förändrar sitt beteende trots de negativa konsekvenser som associeras med detta. Trots att det finns flera likheter mellan hetsätningsstörning och matberoende, rör det sig om två olika tillstånd som dock kan överlappa varandra.
I djurstudier har man funnit ett samband mellan hetsätning och matberoende. Råttor som gavs mat med välsmakande eller processade ingredienser, såsom fett och socker, uppvisade ett beteende som indikerade hetsätning. De åt till exempel större mängder mat på kort tid och valde processad föda trots negativa konsekvenser såsom elektriska stötar i fötterna. Förutom de synbara beteendeförändringarna skedde även samma förändringar i råttornas hjärnor som vid drogberoende.

## Definition
I DSM-5 beskrivs hetsätningsstörning som upprepade fall av hetsätningsbeteende, då man äter: fortare än normalt; trots känsla av att vara obehagligt mätt; trots bristande hunger; eller som innebär skuld och skam och leder till att man äter på egen hand. Andra kriterier är en känsla av att vara äcklad eller nedstämd efter en hetsätningsepisod. För att diagnosen hetsätningsstörning skall sättas krävs att minst tre av dessa fem kriterier uppfylls,samtidigt som personen måste uppleva "påtagligt lidande" och att hetsätningsbeteendet uppnår en frekvens på 1 gång i veckan under 3 månaders tid. Andra fenomen som är kopplade till hetsätningsstörning kan vara att bunkra upp skafferierna med mat, gömma mat eller att äta utan fasta tider.

## Förekomst
Mellan 1 och 4 % av befolkningen drabbas av hetsätningsstörning, och det är vanligare än man tidigare trott, samt vanligare än bulimi. Sjukdomen är vanligare bland kvinnor. Bland de som har sjukdomen är det vanlig att ta upp emot 10–20 år innan de söker vård, och många söker aldrig vård. Hetsätningsstörning uppträder ofta tillsammans med andra psykiatriska sjukdomar, framförallt depression, och över 70% av alla med hetsätningsstörning har någon gång i livet en annan psykiatrisk sjukdom.

## Behandling
Det finns flera behandlingar för personer med hetsätningsstörning som leder till att personerna slutar hetsäta eller hetsäter mer sällan.
Behandlingen riktas fördelaktigt mot att häva själva beteendet, vilket visat sig vara mer effektivt än ren viktnedgång. Depressioner tycks i viss mån kunna bero på ätstörningen, och även här tycks behandling av hetsätningsbeteendet vara bättre. Däremot i de fall depressionen anses vara primär eller svår bör denna behandlas först. De behandlingar som har visat sig vara mest effektiva är kognitiv beteendeterapi (KBT) och interpersonell psykoterapi (IPT). Även läkemedelsbehandling med SSRI-preparat eller lisdexamfetamin har bevisad kortvarig effekt.

## Historia
Psykiatrikern Albert Stunkard beskrev tillståndet samt en rad liknande symptom under 1950-talet, och diagnosen har förekommit i kliniskt bruk sedan 90-talet. Som syndrom i den psykiatriska manualen DSM introducerades dock sjukdomen först i upplaga DSM-5, år 2013. Det fanns tidigare med i manualen, men har liksom bulimia nervosa breddats och utgör nu ett syndrom.